# Au-pair
Un o una au-pair és una persona jove que temporalment, i a canvi de la manutenció i l'allotjament, té cura dels infants d'una família en un país estranger, amb l'objectiu d'aprendre'n la llengua. Eventualment, també s'ocupa d'altres feines domèstiques.

## Límits d'edat per ésser au-pair en alguns països
- Austràlia - 18-30
- Bèlgica	 - 18-26
- Dinamarca	 - 17-29
- Alemanya	 - 18-24
- Finlàndia - 17-30
- França	 - 18-28
- Regne Unit - 17-27
- Irlanda - 18-27
- Itàlia	 - 18-30
- Canadà	 - 19-50
- Nova Zelanda - 18-30
- Països Baixos - 18-25
- Noruega	 - 18-30
- Àustria	 - 18-28
- Suècia	 - 18-30
- Suïssa	 - 18-30
- Estat espanyol - 18-27
- Sud-àfrica - 18-24
- Estats Units - 18-26